# Arctiide de l'asclépiade
Euchaetes egle
Espèce
L’Arctiide de l'asclépiade (Euchaetes egle) est une espèce de lépidoptères (papillons) nord-américains de la famille des Erebidae et de la sous-famille des Arctiinae.

## Répartition
On la trouve cette espèce dans la moitié est de l'Amérique du Nord, du Sud du Canada au Sud de la Floride et du Texas.

## Description et cycle de vie
L'espèce produit une génération par an dans le Nord de son aire, deux ou plus dans le Sud.

### Œufs
Les œufs sont déposés en masses sur la face inférieure des feuilles.

### Chenille
Aux premiers stades, elles semblent légèrement "poilues" et grises. Elles consomment en bandes des feuilles entières ne laissant que les nervures et un reliquat de dentelle. Elles sont grégaires jusqu'au troisième stade. Aux stades ultérieurs elles ont des touffes de soies noires, blanches et orange (parfois jaune). La capsule céphalique est noire. Les stades larvaires tardifs errent beaucoup plus et peuvent rester seuls ou en petits groupes. Les chenilles d'âge mûr se retrouvent à partir de juin (Wagner, 2005). Elles atteignent une longueur de 35 mm.

### Chrysalide
La chrysalide grise est «feutrée», probablement avec des « poils » des chenilles, et est le stade qui hiverne (Wagner, 2005).

### Papillon
Les ailes sont de couleur blanc jaunâtre. Les ailes antérieures ont des bandes beige bordées de noir. Le corps est «poilu» et jaune, avec une rangée de points noirs au milieu du dos. Les mâles utilisent leurs timbales pour faire la cour aux femelles et pour se défendre contre les chauves-souris (Simmons et Conner, 1996).

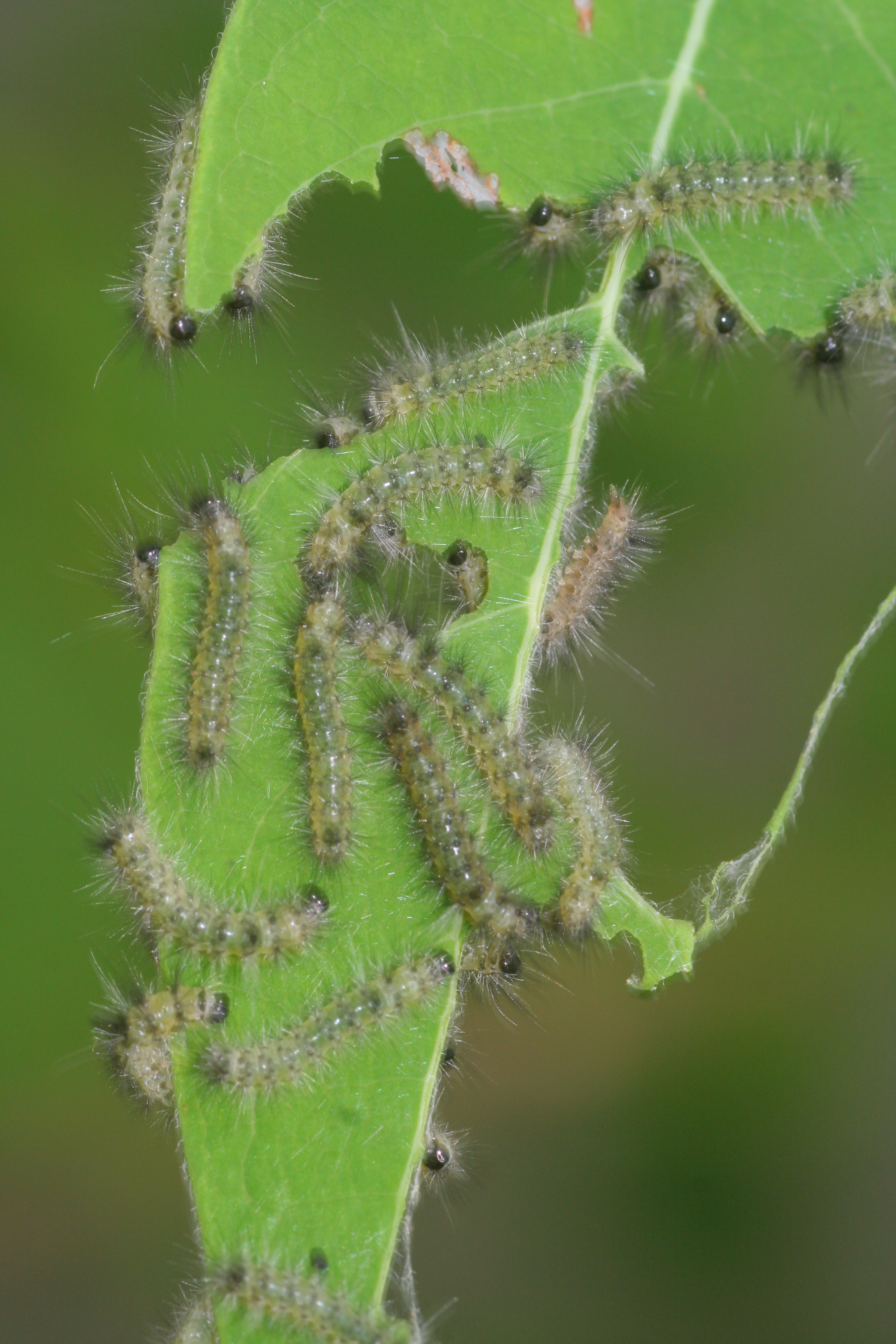
Jeunes chenilles.
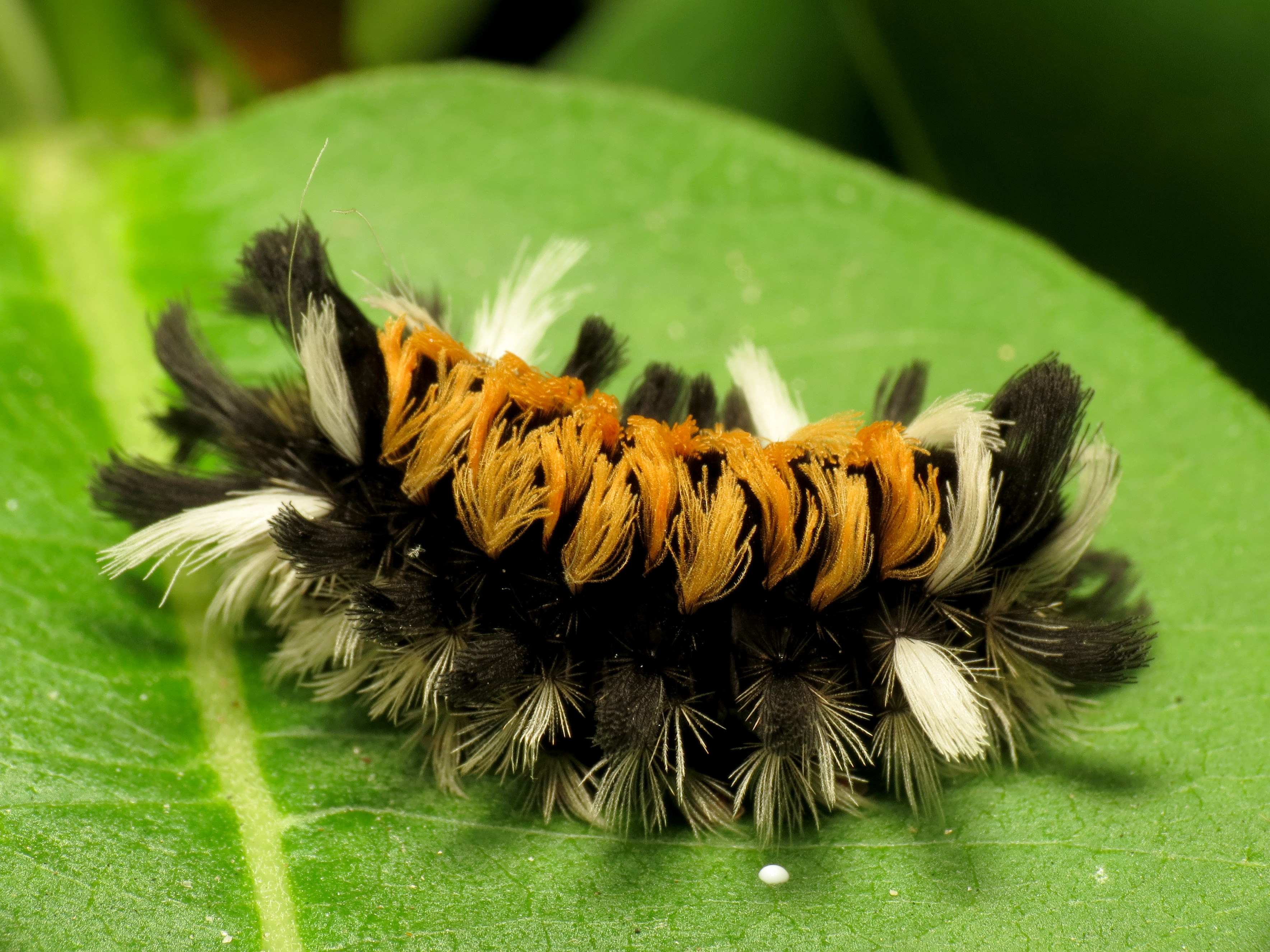
Chenille mature.
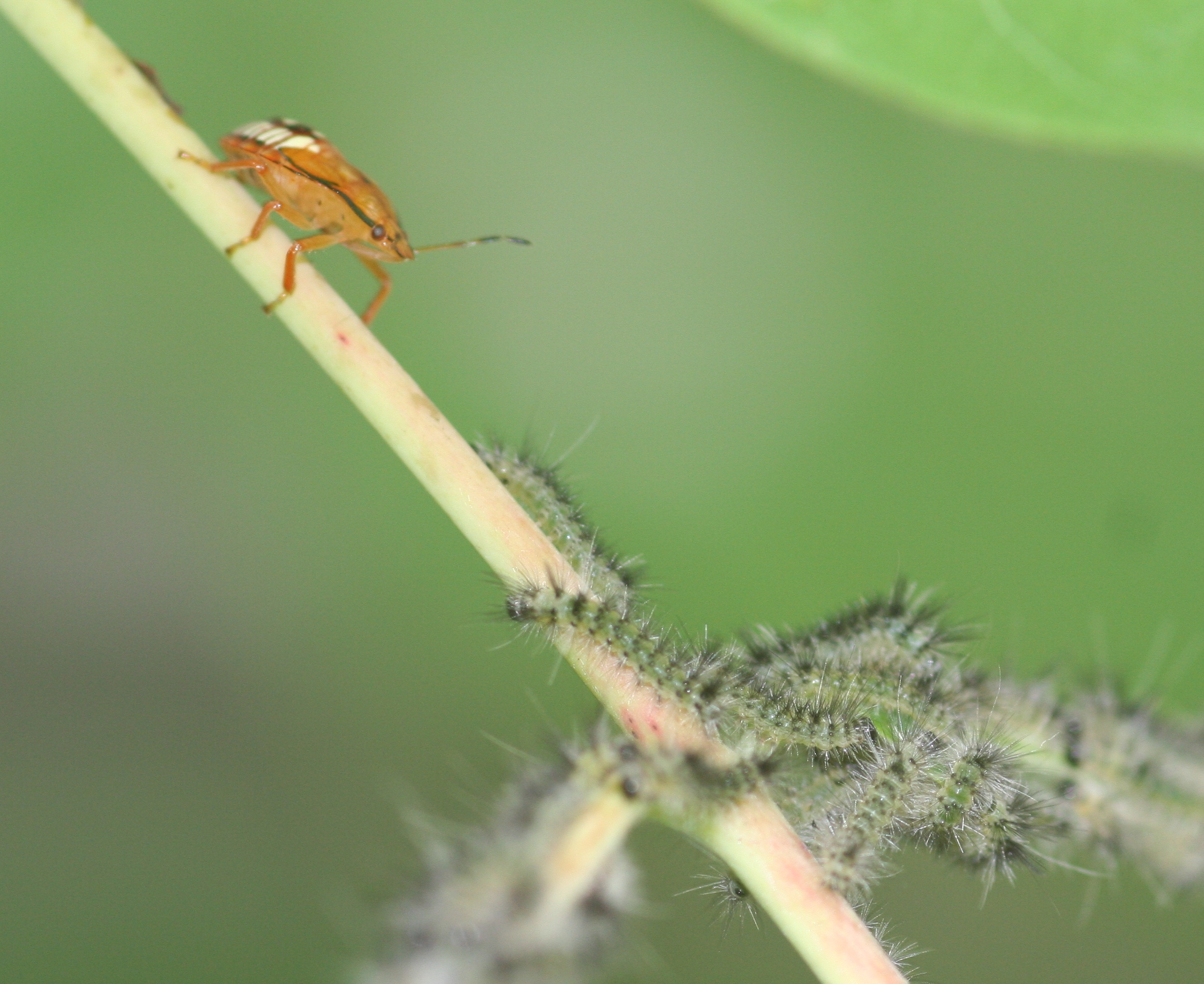
Attaque d'un pentatomidé.

## Comportement et défenses chimiques
Il s'agit d'un papillon commun à moyennement présent à la fin de l'été sur les Asclépiades et les Apocynes. Comme la plupart des espèces de cette famille, il a des défenses chimiques, qu'il acquiert de ses plantes hôtes, dans ce cas, des glycosides cardiotoniques (Weller et al., 1999). Il les conserve au stade adulte et dissuade les chauves-souris, et sans doute les autres prédateurs, de s'en nourrir (Hristov et Conner 2005). Seules les concentrations très élevées en glycosides dissuadent cependant les chauves-souris (Hristov et Conner 2005). Elle annonce qu'elle n'est pas comestible avec des clics effectués par des "timbales" (Simmons et Conner 1996).